# Palaestra Albertina

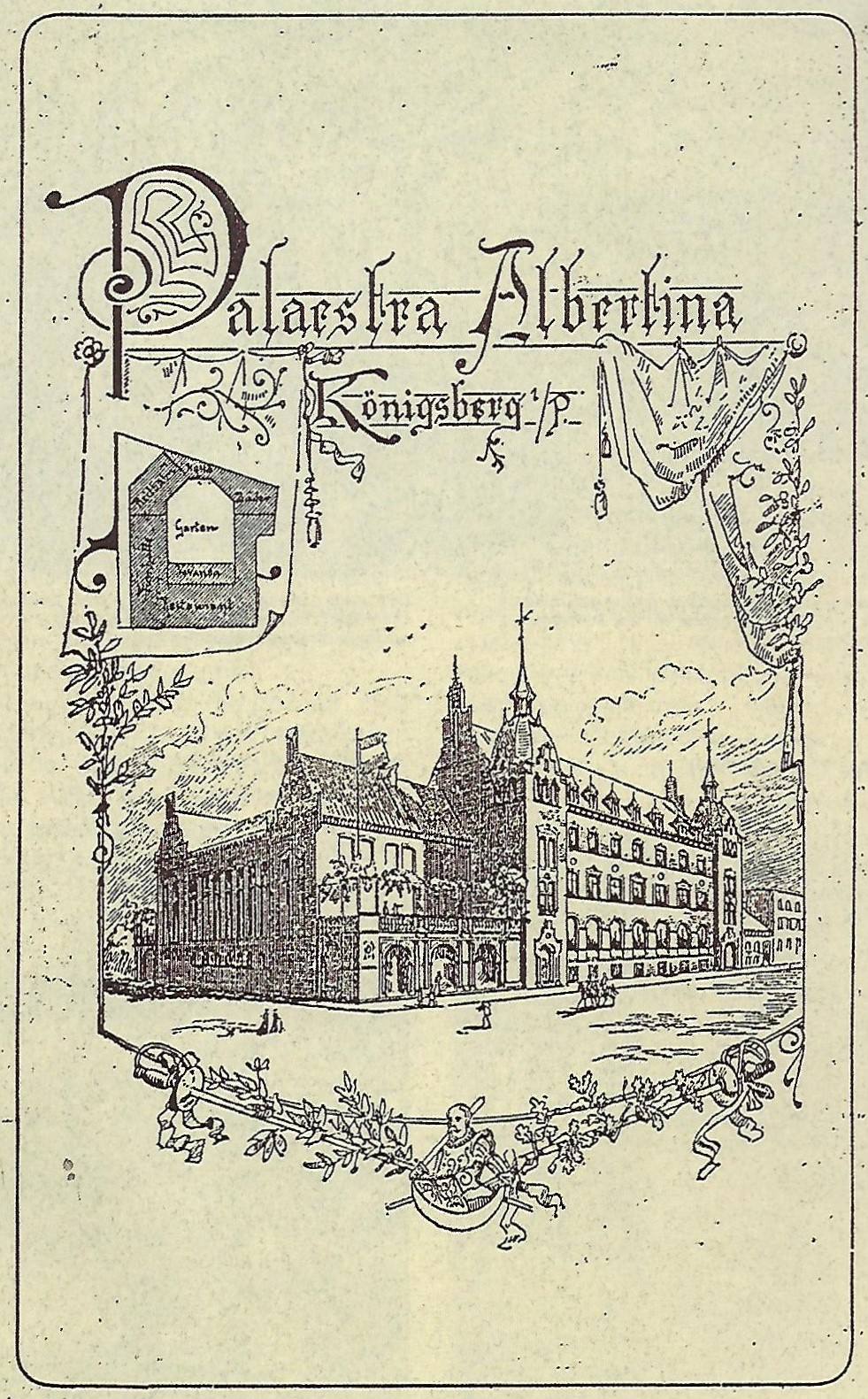
Einladung zur Einweihung (1896)

Die Palaestra Albertina war eine für ihre Zeit zukunftsweisende multifunktionale Einrichtung der Albertus-Universität Königsberg für Studenten und Bürger.

## Zweck
Das Wort Palästra leitet sich von dem griechischen Pale (πάλη „Ringkampf“) her und bezeichnete ursprünglich eine mit Sand bedeckte Fläche für das Training der Ringkämpfe bzw. für die entsprechenden Wettkämpfe. Das 1896 fertiggestellte Gebäude stand in der 3. Fließstraße 3–5. Darin waren ein Hallenbad, eine Turnhalle, mehrere Fechtsäle und eine Kegelbahn untergebracht. Im Hof war ein Tennisplatz eingerichtet.
Friedrich Lange, ein ehemaliger Student der Albertus-Universität Königsberg, hatte es in New York City als Chirurg zu einem ansehnlichen Vermögen gebracht. Aus Dankbarkeit stiftete er der Universität die Palaestra Albertina. 1894 legte er den Grundstein mit der Inschrift:

IM DIENSTE DES GUTEN UND SCHÖNEN ZU ENTWICKLUNG GUTER KRAFT
Der Bau wurde von dem Königsberger Architekten Friedrich Heitmann geplant und ausgeführt, die Einweihung fand 1896 statt. Nach dem Ersten Weltkrieg wurde hier wie in fast allen Universitätsstädten eine Mensa eingerichtet. Ab 1927 zog das Institut für Leibesübungen ein. Das Gebäude wurde im Zweiten Weltkrieg teilweise zerstört. Es dient heute als Schwimm- und Sportstätte der in Kaliningrad stationierten Streitkräfte Russlands.

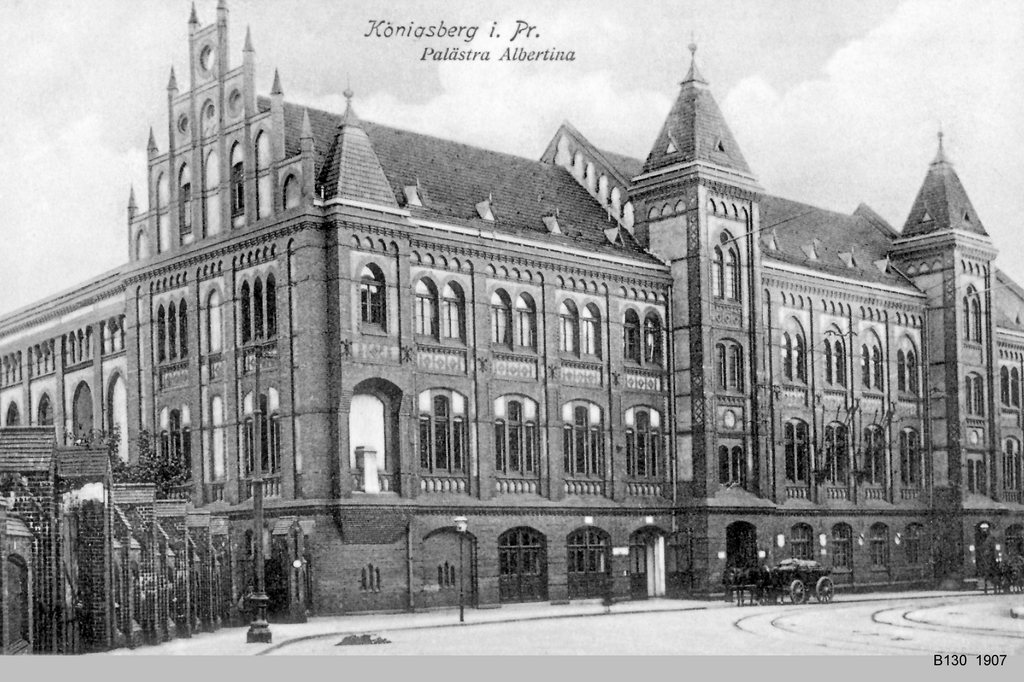
Hauptflügel
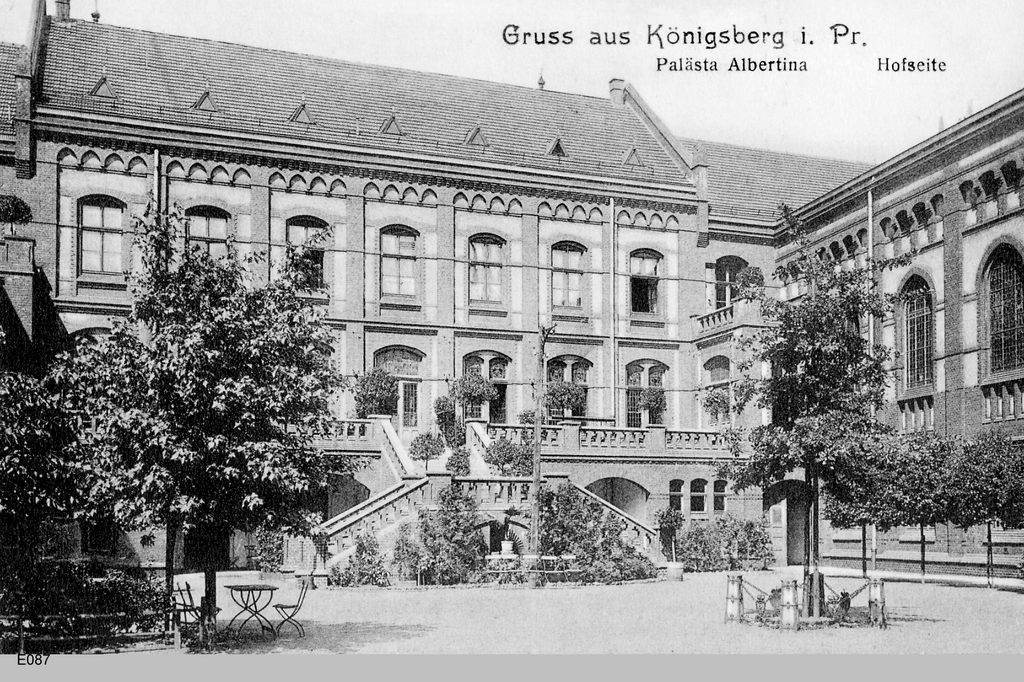
Innenhof

## Studentenverbindungen
In der Palaestra Albertina waren untergebracht:
1. Akademische Sportverbindung Curonia im Verband der Akademischen Sport-Verbindungen
2. Akademische Turnverbindung Ostmark im Akademischen Turnbund
3. Burschenschaft Arminia (IV) im Allgemeinen Deutschen Burschenbund
4. Burschenschaft Cheruscia im ADB
5. Burschenschaft Gothia (II) in der Deutschen Burschenschaft
6. Historisch-Staatswissenschaftliche Verbindung Hohenstaufen im Dornburg-Kartell und Deutschen Wissenschafter-Verband
7. Turnerschaft Cimbria im Vertreter-Convent
8. Turnerschaft Frisia im VC
9. Turnerschaft Markomannia im VC, ab 1909 Burschenschaft Arminia im ADB